# Pintalia proxima
Pintalia proxima är en insektsart som beskrevs av Stsl 1862. Pintalia proxima ingår i släktet Pintalia och familjen kilstritar. Inga underarter finns listade i Catalogue of Life.